# Naturschutzgebiet Tongrube Paradies
Das Naturschutzgebiet Tongrube Paradies in der Gemeinde Schlatt im Kanton Thurgau, Schweiz ist ein Biotop- und Artenschutzgebiet mit der Kategorie IV der International Union for Conservation of Nature and Natural Resources (IUCN). Der geschützte Anteil der Tongrube hat eine Fläche von 8580 m² und liegt nördlich des Orts Neuparadies. Das Gebiet grenzt im Nordosten an das 235 Hektar grosse Naturschutzgebiet Schaarenwies/Schaarenwald.

## Abbau von Ton und Deponierung von Inertstoffen
In der Tongrube Paradies wird Bänderton für die Herstellung von Backsteinen abgebaut. Von Juni 2002 bis Juni 2007 bestand die Bewilligung zur Errichtung und zum Betrieb einer Deponie für Inertstoffe (Bauschutt, Straßenaufbruch und Bodenaushub). Gegen die Verlängerung der Betriebsbewilligung durch das Amt für Umwelt und gleichbedeutend einer Erweiterung der Deponie wurde geklagt. Das Schweizerische Bundesgericht in Lausanne hiess im April 2009 die Beschwerde teilweise gut und verwies das Verfahren «zu neuer Beurteilung an das Verwaltungsgericht [des Kantons] zurück».

## Schutzstatus
Das Gebiet ist im Bundesinventar des Bundesamts für Umwelt (BAFU) als ein «Amphibienlaichgebiet von nationaler Bedeutung (AM)» aufgeführt. Es ist seit 2001 als Naturschutzgebiet mit dem CDDA-Sitecode «387620» der Europäischen Umweltagentur (EUA) ausgewiesen.

## Amphibien
Amphibien sind seit 1967 bundesrechtlich geschützt und gehören zu den am stärksten gefährdeten Artengruppen. Ihr Anteil an Arten in der Roten Liste beträgt siebzig Prozent. Abbaugebiete wie Tongruben bieten Amphibienarten, die auf dynamische Lebensräume angewiesen sind, sehr wichtige Sekundärlebensräume. In Abhängigkeit der Abbau- und Deponietätigkeit können sich die Laichgewässer jährlich bis mehrjährlich verschieben, sodass «sogenannte Wanderbiotope mit Pioniercharakter entstehen». In derartigen Gewässern können stark gefährdete Arten wie Gelbbauchunke, Kreuzkröte und Laubfrosch gefördert werden. In abgebauten Grubenbereichen, wo geringe Terrainveränderungen stattfinden, fühlen sich Amphibienarten wie Geburtshelferkröte und Wasserfrösche wohl.

## Belege
1. ↑  servat.unibe.ch: BGer 1C_362/2008 vom 27.04.2009 (Internetprojekt zum  Verfassungsrecht, abgerufen am 27. November 2021)
2. ↑  bafu.admin.ch: Amphibienlaichgebiete-Inventar: Objektbeschreibungen. (Abgerufen am 27. November 2021)
3. ↑  fedlex.admin.ch: Liste der Amphibienlaichgebiete von nationaler Bedeutung – ortsfeste Objekte: Amphibienlaichgebiete-Verordnung (AlgV). (Publikationsplattform des Bundesrechts, abgerufen am 27. November 2021)
4. ↑  Schlüssel.Nummer: CH05_0090.
5. ↑  karch.ch: Amphibienlaichgebiete nationaler Bedeutung IANB. (Abgerufen am 27. November 2021)
6. ↑  karch.ch: Amphibien fördern in Abbaugebieten. (Abgerufen am 27. November 2021)